# Blagoveščensk (Baschiria)
Blagoveščensk (in russo Благовещенск? ) è una città della Russia europea orientale (Repubblica della Baschiria), situata sulla riva destra del fiume Belaja, 42 km a nord della capitale Ufa e capoluogo del Blagoveščenskij rajon.

## Storia
Il primo insediamento sulla riva destra del fiume Belaja, affluente della Kama, venne fondato nel 1756. L'insediamento ricevette lo status di città nel 1941.